# CASG Paris
Club Athlétique de la Société Générale of kortweg CASG Paris is een Franse voetbalclub uit de hoofdstad Parijs.
De club werd in 1903 opgericht door de bank Société Générale waardoor de club ook de bijnaam van bankiers. In 1919 veranderde de club de naam in Club Athlétique des Sports Généraux waardoor de afkorting wel hetzelfde bleef. Dit was nodig omdat in 1919 de Franse voetbalbond werd opgericht en deze geen firmanamen duldde.
Pas in 1914 liet de club zich opmerken toen het 2de werd in de Parijse competitie. De club won 3 bekers tijdens de Eerste Wereldoorlog maar deze zijn niet officieel omdat er minder clubs deelnamen en als ze deelnamen was het niet met een sterk team. In 1919 werd wel de 2de editie van de Coupe de France gewonnen. De volgende jaren bleef de club ook goed presteren in de beker maar won pas opnieuw in 1925, in de finale van FC Rouen.
Toen de competitie in 1932 van start ging koos de club bewust voor een amateurbestaan en verdween dus van het nationale toneel.
In 1951 fusioneerde de club met Union Athlétique du XVIe Arrondissement. De club kon hoogstens nog in de Division Honneur Paris spelen.
in 2020 wordt de club opnieuw gelanceerd door Grézaud Victor, die ook voorzitter en eigenaar wordt.

## Erelijst
- Coupe de France
  - 1919, 1925

- Système universitaire de documentation: 156785757
- Virtual International Authority File: 145778562